# بويان كوفاتشيفيتش
بويان كوفاتشيفيتش (بالصربية: Бојан Ковачевић)‏ هو لاعب كرة قدم صربي، ولد في 22 مايو 2004 في أوزيتشى في صربيا.

## وصلات خارجية
- بويان كوفاتشيفيتش على موقع الاتحاد الأوربي (الإنجليزية)
- بويان كوفاتشيفيتش على موقع قاعدة بيانات كرة القدم.إي يو (الإنجليزية)
- بويان كوفاتشيفيتش على موقع بيانات كرة القدم. دي إي (الألمانية)
- بويان كوفاتشيفيتش على موقع Soccerbase.com (لاعب) (الإنجليزية)
- بويان كوفاتشيفيتش على موقع Soccerway.com (الإنجليزية)
- بويان كوفاتشيفيتش على موقع عالم كرة القدم.نت (الإنجليزية)